# Talk That Talk (chanson)
Singles de Rihanna
You Da One
(2011) Where Have You Been
(2012)
Singles par Jay-Z
Glory
(2012) No Church in the Wild
(2012)
Talk That Talk est une chanson de la chanteuse barbadienne Rihanna sortie en janvier 2012 pour son album du même nom. C'est un titre hip hop avec des rythmes R&B, une batterie sèche et des synthés rugueux, au style similaire au single Rude Boy sorti en 2010.
Écrit par Jay-Z, Ester Dean, Christopher Wallace, Anthony Best, Sean Combs et Chucky Thompson avec le duo norvégien Stargate, il comporte un couplet chanté par Jay-Z, qui a déjà collaboré avec la chanteuse sur ses chansons Umbrella en 2007 et Run This Town en 2009. Def Jam Recordings a diffusé le titre pour la radio urbaine aux États-Unis le 17 janvier 2012, en tant que troisième single de Talk That Talk. Il sort en France, sous forme de CD, le 26 mars de la même année.
Ce single est nommé pour un Grammy Award de la meilleure collaboration rap/chant lors de la cérémonie de 2013 et apparaît dans les meilleures ventes de plusieurs pays : il atteint la 31e place du classement américain Billboard Hot 100, la 25e place sur le UK Singles Chart, et le top 10 en Israël, Norvège, et Corée du Sud. Il est certifié platine par la RIAA, ce qui signifie qu'il a été téléchargé plus d'un million de fois aux États-Unis.
Rihanna interprète Talk That Talk dans des émissions de télévision telles que The Jonathan Ross Show (en) et Saturday Night Live, et l'inclut dans les setlist des tournées Diamonds en 2013 et The Monster Tour en 2014 avec Eminem.

## Contexte

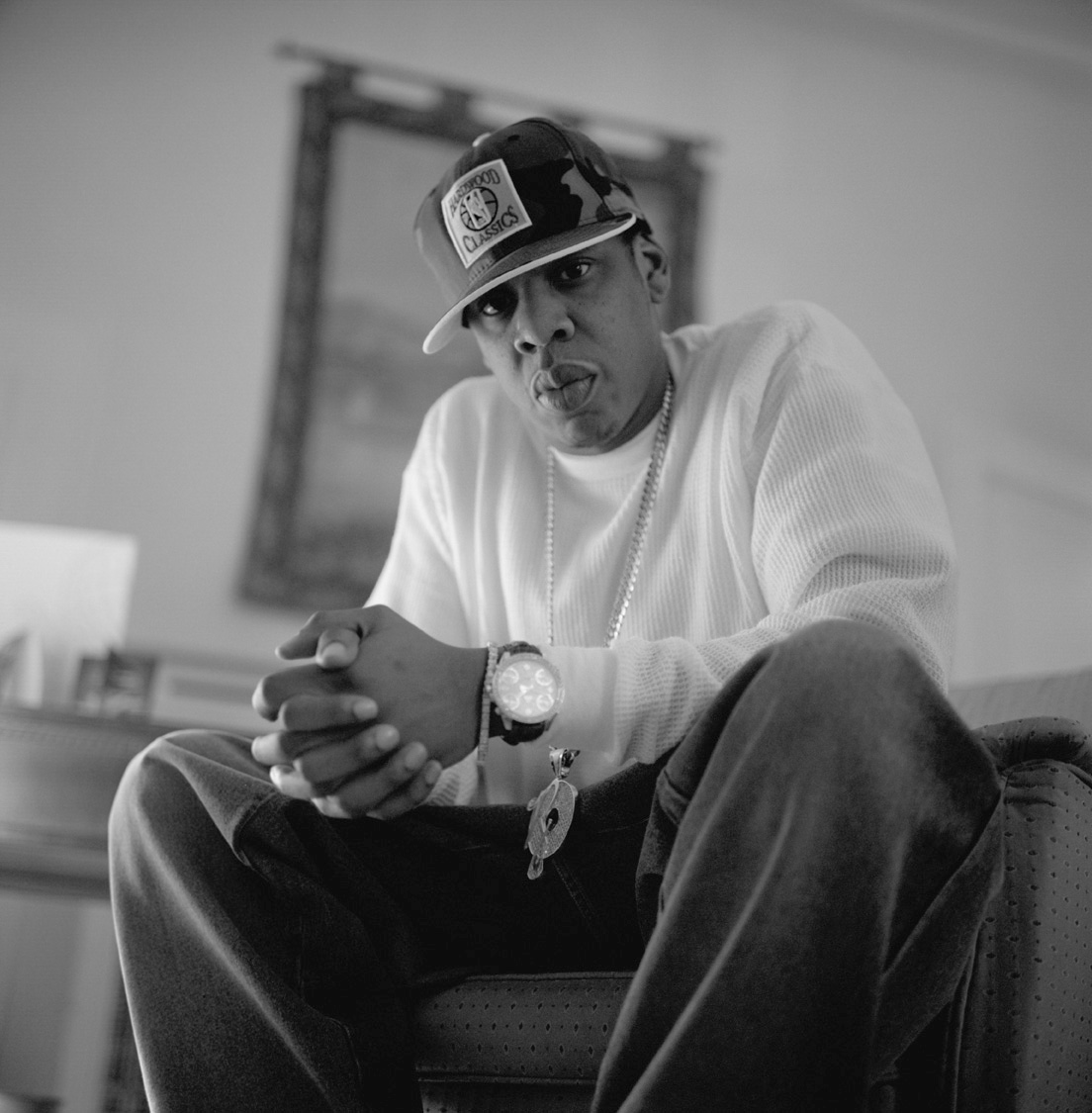
Talk That Talk inclut la participation du rappeur Jay-Z, qui a également co-écrit la chanson.

Avant la sortie de son sixième album studio Talk That Talk en novembre 2011, Rihanna annonce sur son compte Twitter qu'à part la chanson We Found Love avec Calvin Harris, l'album ne devrait comporter la participation que d'un seul autre artiste, sans toutefois mentionner son nom. Jay Brown, le manager de Rihanna, explique qu'ils préfèrent enregistrer indépendamment plutôt que de collaborer avec d'autres artistes. Le 8 novembre, Rihanna confirme sur Twitter que son mentor, le rappeur américain Jay-Z, apparaîtra en tant qu'artiste sur Talk That Talk. Jay Brown déclare que la collaboration « s'est déroulée de manière naturelle ». 
Talk That Talk est la troisième grande collaboration entre Rihanna et Jay-Z, qui ont déjà collaboré sur Umbrella en 2007 et Run This Town en 2009. Umbrella, single principal de l'album Good Girl Gone Bad sorti en 2007 s'est classé en tête des palmarès dans plus de dix pays, dont le classement américain Billboard Hot 100, où il a passé sept semaines consécutives au premier rang, tandis que Run This Town, qui met aussi en vedette le rappeur Kanye West, est le deuxième extrait de l'album The Blueprint 3 de Jay-Z.

## Production et sortie
Talk That Talk a été composé par Ester Dean, Jay-Z, StarGate, Anthony Best, Sean Combs et Chucky Thompson, et produit par StarGate. Ils avaient produit les tubes Only Girl (In the World) et What's My Name ? de Rihanna pour son cinquième album Loud. StarGate déclare au site norvégien 730.no qu'il s'agissait de leur première collaboration avec Jay-Z et qu'ils étaient très satisfaits de la chanson et de la contribution de chaque artiste. Talk That Talk a été enregistré au Roc the Mic Studios et au Jungle City Studios à New York, au Westlake Recording Studios à Los Angeles et au Hide Out Studios à Londres. StarGate, Miles Walker et Mike Anderson ont été les ingénieurs du son de la chanson. Le chant de Rihanna a été enregistré par Marcos Tovar et Kuk Harrell, qui l'ont également produit, tandis que Jordan « DJ Swivel » Young a enregistré les vers de Jay-Z. Un enregistrement supplémentaire de la chanson a été réalisé dans les hôtels Sofitel Paris Le Faubourg et Savoy London. Talk That Talk a été mixé par Phil Tan et son assistante Daniela Rivera aux Ninja Beat Club Studios à Atlanta. Eriksen et Hermansen ont enregistré l'instrumentation de la chanson, tandis que Tim Blacksmith et Danny D. ont été désignés comme producteurs délégués. En décembre 2011, Rihanna a demandé à ses fans sur Twitter de lui recommander une chanson de Talk That Talk pour le troisième single. Le 10 janvier 2012, elle a annoncé que le titre a été choisi. La pochette du single a été présentée, une image en noir et blanc dans laquelle Rihanna est vêtue de vêtements Punk/rockabilly et s'accroupit contre un mur,. Selon Jazmine Gray du magazine Vibe, la chanteuse a une expression faciale confuse sur la couverture. Le 17 janvier, Def Jam Recordings a diffusé Talk That Talk à des stations de radio urbaines contemporaines aux États-Unis. Il a également été diffusé sur les radios américaines contemporaines à succès et rythmiques le 14 février,. Le 26 mars, Talk That Talk est sorti en France sous la forme d'un CD contenant la version album de la chanson et le remix de Chuckie Extended de We Found Love.

## Composition et interprétation des paroles
Talk That Talk a une durée de trois minutes et vingt-neuf secondes.  Claire Suddath du magazine Time l'a décrit comme un titre hip hop vivant avec un crochet pop. Il comporte des rythmes R&B, une batterie dure, des synthés non raffinés et un extrait de la chanson I Got a Story to Tell du rappeur The Notorious B.I.G.. Adrian Thrills du Daily Mail a décrit la chanson comme « lente et sensuelle ». De même, Sam Lansky de MTV Buzzworthy l'a trouvé sensuel et confiant, et a observé que Rihanna compte quand elle chante le refrain de la chanson. Chad Grischow, de l'IGN, a écrit qu'une « mélodie de synthétiseur flou » entremêle le « plaidoyer sexy de Rihanna pour les conversations sur l'oreiller », qui est complété par un « rap bling-loving de Jay-Z ». La chanson commence par un couplet rap interprété par Jay Z, dont les lignes comprennent : « I talk big money, I talk big homes / I sell out arenas, I call that getting dome / Million dollar voice, came through phone / We heading to the top, if you coming, come on ». Il rappe à un rythme lent et incorpore à la fois des doubles sens et des remarques humoristiques, y compris une référence sexuelle que Claire Suddath considère comme une allusion du plaisir de Jay Z sur cette chanson : « [I] had it by her bladder, she's like 'Oh I gotta pee !' » Melissa Maerz de Entertainment Weekly a fait remarquer qu'il « fait même la promotion de leur style de vie de jet-set sur la chanson, se vantant de pouvoir aller à Pise juste pour aller chercher une pizza ». 

## Accueil critique
Le critique du Daily Mirror, Gavin Martin, a commenté que la chanson à Rihanna « vole non seulement la couronne fétichiste de Beyoncé mais aussi son mari Jay Z pour un échange énergique contre un sifflement de tambour qui se fait entendre ». Steve M. de Sputnikmusic, pensait que cela pourrait être un grand succès à la radio, en partie à cause du couplet de rap inédit de Jay-Z. Reem Buhazza de The National a également estimé que Talk That Talk, avec You Da One et Roc Me Out, fait partie de « la combinaison gagnante de la sensibilité pop à la radio ». David Griffiths de 4Music a trouvé la chanson fascinante et l'a considérée comme une autre collaboration réussie entre Rihanna et Jay-Z.  Jocelyn Vena, de MTV News, l'a qualifié de « grand et dur avec juste assez d'éclat » et a estimé que la chanson traite des rapports sexuels de manière plus appropriée que Cockiness (Love It). Dans cette dernière, Rihanna exprime son désir de faire l'amour en chantant les paroles « Suck my cockiness, lick my persuasion »
Lewis Corner de Digital Spy a donné quatre étoiles sur cinq à la chanson et l'a qualifiée de chanson de club séduisante et anthémique. Dans une critique de Talk That Talk, Lindsay Zoladz de Pitchfork a écrit que c'est une des chansons les plus légères de l'album, même si elle n'est pas aussi bonne que Umbrella. Chris Coplan, de Sound's Chris Coplan, a trouvé le couplet de Jay-Z peu enthousiaste, mais a dit que Rihanna est aussi émotive et investie dans son chant qu'elle l'était dans l'émission Saturday Night Live. Chuck Arnold, du magazine People, a appelé la chanson « un autre moment au soleil ». Julianne Escobedo Shepherd de Spin pensait que c'est une collaboration qui « ne passe pas inaperçue ». Du côté critique, Priya Elan de NME a écrit que la chanson est un « pari qui ne paie pas ». Le single a été nommé pour la meilleure collaboration rap/chanson aux Grammy Awards 2013 mais a perdu contre No Church In The Wild de Jay-Z et Kanye West avec Frank Ocean et The-Dream. 

## Performance commerciale
Après la sortie de l'album, la chanson s'est imposée dans de nombreux pays grâce à de bonnes ventes numériques. Il a débuté et a figuré à la 31e place du palmarès américain Billboard Hot 100 et s'est vendu à 73 000 exemplaires numériques, ce qui a été le meilleur début dans le palmarès de la semaine. Dans la semaine du 4 février 2012, Talk That Talk a réintégré le palmarès au numéro 94. Elle a atteint la 36e place dans la semaine du 24 mars 2012. La chanson figurait également au palmarès Hot R&B/Hip-Hop Songs de l'édition du 28 janvier 2012. Le single a figuré à la 12e place et est resté au palmarès pendant 21 semaines. Il a été classé au 73e rang du palmarès Hot R&B/Hip-Hop Songs de fin d'année du Billboard. Sur le palmarès Pop Songs, le single a fait ses débuts et a figuré à la 26e place dans la semaine du 7 avril 2012. La chanson a été certifiée platine par la Recording Industry Association of America (RIAA), ce qui signifie que la chanson a été téléchargée en numérique à un million d'exemplaires aux États-Unis. 
En Europe, après la sortie de l'album, la chanson figure sur dix palmarès nationaux. Au Royaume-Uni, le titre s'est classé 25e au classement UK Singles Chart. Il a atteint la 7e place sur le classement UK R&B Single Chart. La chanson a fait ses débuts dans le top 10 du classement norvégien VG-lista et s'est classée 11e du classement suisse Schweizer Hitparade,. Le titre s'est également classé parmi les quarante premiers en république d'Irlande, en Nouvelle-Zélande et en Espagne, et s'est également classé parmi les trente premiers en Écosse, en France et au Danemark. Après sa sortie en single, Talk That Talk est entré dans le hit-parade australien au numéro 42 et a culminé au numéro 28 le 19 février. Il a été certifié platine par l'Australian Recording Industry Association (ARIA) pour la vente de 70 000 copies numériques. Après la sortie de l'album, la chanson a fait ses débuts en Corée du Sud sur le palmarès international Gaon au 22e rang avec des ventes de 14 207 exemplaires numériques. La semaine suivante, il est vendu en 27 169 exemplaires de plus et s'est classé au 9e rang du palmarès.

## Performance live

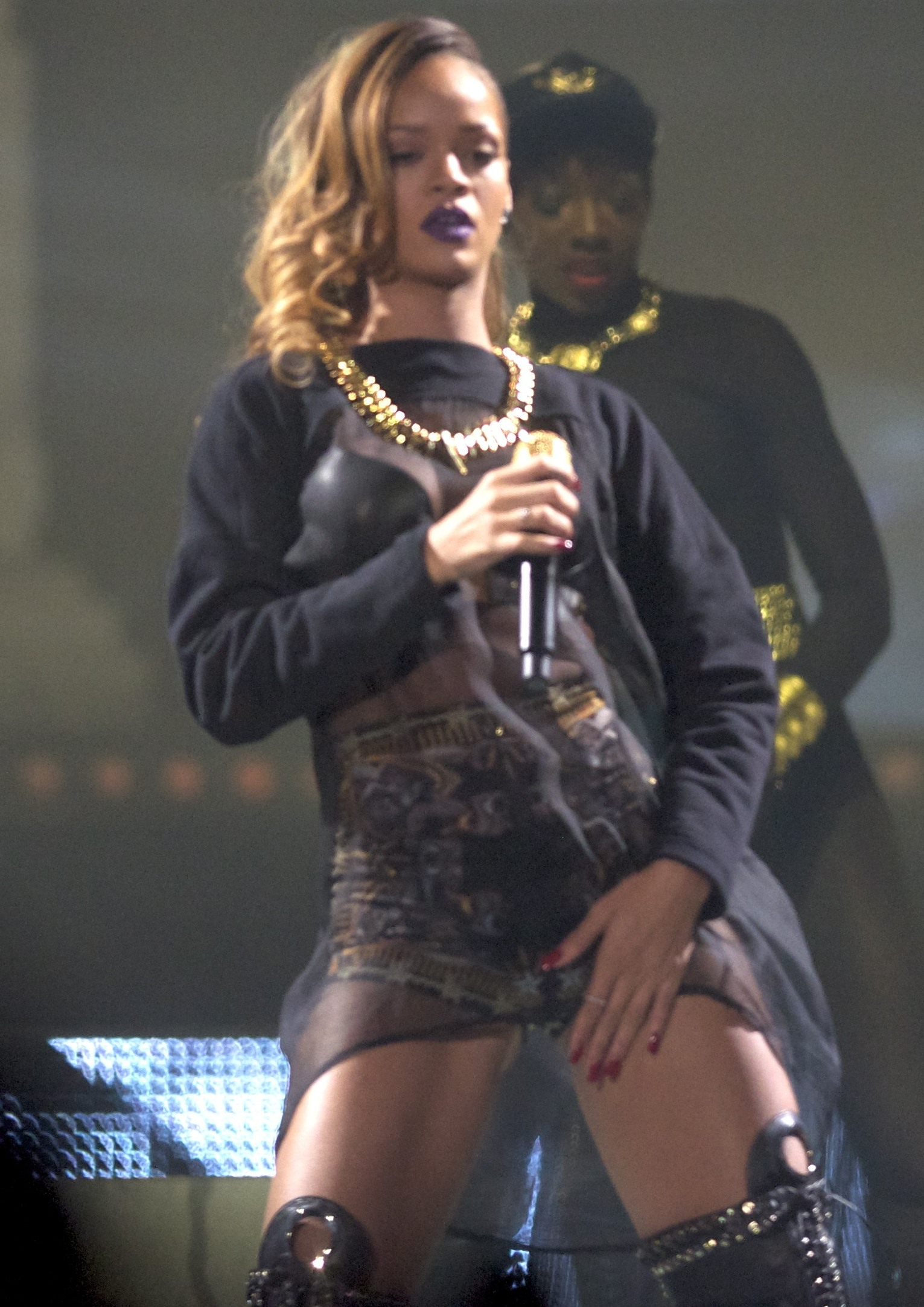
Rihanna interprétant Talk That Talk lors de la tournée Diamonds en 2013

Rihanna a interprété pour la première fois Talk That Talk dans l'émission britannique The Jonathan Ross Show, diffusée le 3 mars 2012. Elle a chanté sans Jay-Z et a également été interviewée. Le 5 mai, Rihanna a interprété la chanson dans l'émission comique américaine Saturday Night Live dans le cadre d'un medley incluant la version originale de Birthday Cake en interlude. Dans sa performance, elle portait une tenue entièrement noire avec une toile d'araignée géante en arrière-plan. Elle a chanté une courte section de Birthday Cake, qui s'est transformé en Talk That Talk, qui a été interprété dans son intégralité. En 2012, Rihanna et Jay-Z ont chanté ensemble Talk That Talk dans l'émission Hackney Weekend sur la BBC Radio 1 à Londres. Le concert improvisé comprenait également leurs collaborations précédentes Run This Town et Umbrella. En novembre, elle a chanté la chanson sur la setlist de son 777 Tour, une tournée promotionnelle de sept jours qui a fait la promotion de son album Unapologetic sorti en 2012. Talk That Talk figurait également sur la liste des concerts de sa tournée mondiale Diamonds en 2013. Rihanna a interprété la chanson lors de sa tournée en collaboration avec le rappeur Eminem, intitulée The Monster Tour en 2014.

## Classement par pays
| Classement (2011–2012)                       | Meilleure position |
| -------------------------------------------- | ------------------ |
| Australie (ARIA)                             | 28                 |
| Belgique (Wallonie Ultratop 50 Singles)      | 23                 |
| Brésil (Billboard Hot 100)                   | 22                 |
| Canada (Canadian Hot 100)                    | 30                 |
| Danemark (Tracklisten)                       | 26                 |
| France (SNEP)                                | 24                 |
| Irlande (IRMA)                               | 24                 |
| Israël (Media Forest)                        | 5                  |
| Japon (Billboard Japan Hot 100)              | 96                 |
| Liban (Lebanese Top 20)                      | 20                 |
| Pays-Bas (Single Top 100)                    | 61                 |
| Nouvelle-Zélande (RMNZ)                      | 37                 |
| Norvège (VG-lista)                           | 10                 |
| Écosse (OCC)                                 | 24                 |
| Slovaquie (IFPI Rádio)                       | 81                 |
| Corée du Sud (GAON)                          | 9                  |
| Espagne (PROMUSICAE)                         | 37                 |
| Suède (Sverigetopplistan)                    | 41                 |
| Suisse (Schweizer Hitparade)                 | 11                 |
| Royaume-Uni (UK R&B Chart)                   | 7                  |
| Royaume-Uni (UK Singles Chart)               | 25                 |
| États-Unis (Billboard Hot 100)               | 31                 |
| États-Unis (Billboard Hot R&B/Hip-Hop Songs) | 12                 |
| États-Unis (Billboard Pop Songs)             | 27                 |

## Crédits et personnels
Les crédits proviennent du livret accompagnant Talk That Talk.
| - Voix : Rihanna et Jay-Z - Écriture et composition : Ester Dean, Mikkel S. Eriksen, Tor Erik Hermansen, Shawn Carter, Anthony Best, Sean Combs, Chucky Thompson, Christopher Wallace - Production : StarGate | - Enregistrement à Roc the Mic Studios et Jungle City Studios à New York, Westlake Recording Studios à Los Angeles et The Hide Out Studios à Londres - Enregistrement et mixage : Mikkel S. Eriksen et Miles Walker - Enregistrement et production des voix : Kuk Harrell et Marcos Tovar - Instruments : Mikkel S. Eriksen et Tor Erik Hermansen |

## Clip
En raison de la naissance de la fille du couple Jay-Z & Beyoncé : Blue Ivy, Rihanna a dû tout simplement annuler le tournage du clip. Elle a répondu sur Twitter à un fan une explication de l'absence du clip.

## Historique de sortie
| Pays       | Date             | Format                               | Label              |
| ---------- | ---------------- | ------------------------------------ | ------------------ |
| États-Unis | January 17, 2012 | Urban radio                          | Def Jam Recordings |
| États-Unis | 14 février 2012  | Top 40/Mainstream and Rhythmic radio | Def Jam Recordings |